# Тамайо, Лорен
Лорен Тамайо, урождённая Франгеш (англ. Lauren Tamayo, род. 26 октября 1983, Бетлехем) — американская профессиональная трековая велогонщица, призёр Олимпийских игр в Лондоне (2012).

## Карьера
Вместе с Сарой Хаммер и Дотси Бауш она установила мировой рекорд в командной гонке преследования на Панамериканском чемпионате по велоспорту 2010 года, где они завоевали золотую медаль.
Лорен Тамайо выступала на Олимпийских играх 2012 года в Лондоне. Она завоевала серебряную олимпийскую медаль в командной гонке преследования (3000 м), в которой вместе с ней участвовали Сара Хаммер, Дотси Бауш и Дженни Рид.
В 2015 году она завоевала серебряную медаль на Панамериканских играх в Торонто в командной гонке. В период с 2010 по 2015 год она четыре раза участвовала в командных гонках на чемпионатах мира по трековому велоспорту. На этих соревнованиях она заняла четвёртое место в 2010 году в Копенгагене и пятое в 2012 году в Мельбурне, 2014 году в Кали и 2015 году в Париже.
Завершила свою спортивную карьеру в 2016 году.

## Достижения

### Трек
Олимпийские игры
- Лондон 2012:  Серебряный призёр в командной гонке преследования (вместе с Дотси Бауш[англ.], Дженни Рид[англ.] и Сарой Хаммер[англ.])

Чемпионат мира
Копенгаген 2010: 4-я в командной гонке преследования
Мельбурн 2012: 5-я в командной гонке преследования
Кали 2014: 5-я в командной гонке преследования
Сэн-Кентен-эн-Ивелин 2015: 5-я в командной гонке преследования
Кубок мира
2007—2008: 3-я в командной гонке преследования в Лос-Анджелесе (с Кристин Армстронг и Кристен Кинг)
2009—2010: 2-я в командной гонке преследования в Кали
2010—2011: 2-я в командной гонке преследования в Кали
2011—2012: 3-я в командной гонке преследования в Кали
2013—2014: 2-я в командной гонке преследования в Гвадалахаре
2014—2015: 3-я в командной гонке преследования в Кали
Панамериканский чемпионат
Агуаскальентес 2010:  Золотой призёр в командной гонке преследования (вместе с Сарой Хаммер и Дотси Бауш)
Мехико 2013: 4-я в командной гонке преследования (вместе с Элизабет Ньюэлл и Рут Уиндер).
Панамериканские игры
Торонто 2015: 2-я в командной гонке преследования (с Келли Кэтлин, Сарой Хаммер, Рут Уиндер и Дженнифер Валенте
Чемпионат США
2005: 2-я в Чемпионате США в гонке по очкам
2012: Чемпион США в командной гонке преследования
Гран-при Лос-Анджелеса
3-я в командной гонке преследования (с Кари Хиггинс, Элизабет Ньюэлл и Джейд Уилкоксон)

### Шоссе
2001
3-я на Чемпионате США — индивидуальная гонка U19
2004
2-я на Чемпионате США — групповая гонка U23
2005
 Чемпионате США — групповая гонка U23
3-я на Чемпионате США — индивидуальная гонка U19
2006
2-я на Сумеречном критериуме Рочестера
2-я на Сеа Оттерс Классик
2007
5-й этап Тур Туна
2008
3-я на Туре Бретани
2009
3-я на Туре Большого Монреаля

### Рейтинги
| Год                 | 2009 | 2010 | 2011  |
| ------------------- | ---- | ---- | ----- |
| Мировой рейтинг UCI | 84-й | 88-й | 182-й |
|                     |      |      |       |
| Источник: UCI       |      |      |       |